# بطیحه
بطیحه (به عربی: البطیحة) روستایی فلسطینی، واقع در ۱۳ کیلومتری جنوب شرق صفد بود.